# Anogeissus dhofarica
Anogeissus dhofarica är en tvåhjärtbladig växtart som beskrevs av Andrew John Scott. Anogeissus dhofarica ingår i släktet Anogeissus och familjen Combretaceae. Inga underarter finns listade i Catalogue of Life.